# Универсальный солдат 3: Неоконченное дело
Универсальный солдат 3: Неоконченное дело (англ. Universal Soldier III: Unfinished Business) — телефильм 1998 года. Фильм является продолжением телефильма «Универсальный солдат 2: Братья по оружию». В отличие от предыдущего фильма, этот получил чуть более высокие оценки критиков  и зрителей.

## Сюжет
Они как всегда готовы. Люк Деверо со своей подружкой Вероникой готовятся к грядущей битве с Ментовым. В то время в планах Ментова украсть миллиард долларов, при помощи своей армии УниСолов. В это время на базе «УниСол» по приказу Ментова создают универсального солдата GR87 из останков Эрика Деверо.

## В ролях
- Мэтт Батталья в роли рядового Люка Деверо[англ.]
- Джефф Уинкотт, как Эрик Деверо
- Берт Рейнольдс — наставник
- Чандра Уэст в роли Вероники Робертс
- Ричард Макмиллан, как доктор Уокер
- Роджер Периард, как Макнелли
- Хуан Чиоран в роли Чарльза Клинтона
- Клодетт Рош — Грейс
- Джон Ф. С. Лэнг в роли Мартина Дэниэлса
- Джованни Си, как Макс
- Арон Тагер в роли Джона Деверо
- Джеймс Ки, как Джаспер
- Ллойд Адамс в роли Хьюго
- Винс Корацца в роли Лоуэлла
- Джерри Мендичино, как главный Торп
- Дэн Дюран в роли Фредди Смита
- Томас Хауфф в роли генерала Клэнси
- Джон Стоунхэм старший, как шериф
- Филип Уильямс в роли Скалли